# Dos-vert à collier
Nesocharis ansorgei
Espèce
Statut de conservation UICN

 LC  : Préoccupation mineure
Le Dos-vert à collier (Nesocharis ansorgei) est une espèce de passereau de la famille des Estrildidae.

## Répartition
On le trouve au Burundi, en République démocratique du Congo, en Ouganda, au Rwanda et en Tanzanie.